# گاردون (رود)
گاردون رودی است که به رون می‌ریزد. این رود از کشور فرانسه می‌گذرد. طول رودخانه ۱۳۳ کیلومتر است.